# Помяново-Дзеркі
Помяново-Дзеркі (пол. Pomianowo-Dzierki) — село в Польщі, у гміні Дзежонжня Плонського повіту Мазовецького воєводства.
У 1975-1998 роках село належало до Цехановського воєводства.